# Katri Lylynperä
Katri Lylynperä (* 3. Januar 1994 in Vammala) ist eine finnische Skilangläuferin.

## Werdegang
Lylynperä nahm bis 2013 vorwiegend an Juniorenrennen teil. Dabei wurde sie 2012 in Kemi und 2013 in Pyhäjärvi finnische Juniorenmeisterin im Sprint. Bei den Olympischen Jugend-Winterspielen 2012 in Innsbruck belegte sie den 19. Platz in der Mixed-Staffel, den 14. Rang über 5 km klassisch und den fünften Platz im Sprint. Im Februar 2012 kam sie bei den Nordischen Junioren-Skiweltmeisterschaften in Erzurum auf den 24. Platz im Skiathlon und den 23. Rang im Sprint. Bei den Nordischen Junioren-Skiweltmeisterschaften 2013 in Liberec errang sie den 25. Platz im Skiathlon, den zehnten Platz im Sprint und den achten Platz mit der Staffel. Ihr erstes Weltcuprennen lief sie im März 2013 in Lahti, welches er auf dem 51. Platz im Sprint beendete. Im November 2013 erreichte sie bei der Nordic Opening in Kuusamo den 78. Platz. Seit der Saison 2013/14 startet sie vorwiegend im Scandinavian-Cup. Dabei kam sie bisher dreimal unter den ersten Zehn. Bei den Nordischen Junioren-Skiweltmeisterschaften 2014 im Val di Fiemme waren der 17. Platz über 5 km klassisch und der sechste Rang mit der Staffel ihre besten Resultate. Im Februar 2015 kam sie bei den U23-Weltmeisterschaften in Almaty auf den 28. Platz über 10 km Freistil, auf den 19. Rang im Skiathlon und auf den 18. Platz im Sprint. Zu Beginn der Saison 2015/16 errang sie bei der Nordic Opening in Ruka den 48. Platz. Dabei holte sie mit dem 21. Platz bei der Sprintetappe ihre ersten Weltcuppunkte. Bei den Nordischen Junioren-Skiweltmeisterschaften 2016 in Râșnov belegte sie den 18. Platz über 10 km klassisch und jeweils den 11. Rang über 10 km Freistil und im Sprint. Im März 2016 wurde sie finnische Juniorenmeisterin über 15 km klassisch. Bei den U23-Weltmeisterschaften 2017 in Soldier Hollow errang sie den 42. Platz im Sprint und den 18. Platz im Skiathlon. Im Februar 2017 kam sie bei den nordischen Skiweltmeisterschaften in Lahti auf den 32. Platz im Sprint. Im Februar 2019 wurde sie in Imatra finnische Meisterin im Sprint und errang bei den nordischen Skiweltmeisterschaften in Seefeld in Tirol den 45. Platz im Sprint. Bei der Winter-Universiade 2019 in Krasnojarsk holte sie zusammen mit Joonas Sarkkinen die Bronzemedaille im Teamsprint.
In der Saison 2020/21 errang Lylynperä den 38. Platz beim Ruka Triple und den achten Platz im Sprint bei den nordischen Skiweltmeisterschaften 2021 in Oberstdorf. In der folgenden Saison wurde sie finnische Meisterin im Sprint und kam bei den Olympischen Winterspielen in Peking auf den 23. Platz im Sprint.

## Teilnahmen an Weltmeisterschaften und Olympischen Winterspielen

### Olympische Spiele
- 2022 Peking: 23. Platz Sprint Freistil

### Nordische Skiweltmeisterschaften
- 2017 Lahti: 32. Platz Sprint Freistil
- 2019 Seefeld in Tirol: 45. Platz Sprint Freistil
- 2021 Oberstdorf: 8. Platz Sprint klassisch
- 2025 Trondheim: 24. Platz Sprint Freistil, 41. Platz 20 km Skiathlon

## Platzierungen im Weltcup

### Weltcup-Statistik
Die Tabelle zeigt die erreichten Platzierungen im Einzelnen.
- 1.–3. Platz: Anzahl der Podiumsplatzierungen
- Top 10: Anzahl der Platzierungen unter den ersten zehn
- Punkteränge: Anzahl der Platzierungen innerhalb der Punkteränge
- Starts: Anzahl gelaufener Rennen in der jeweiligen Disziplin
- Hinweis: Bei den Distanzrennen erfolgt die Einordnung gemäß FIS.

| Platzierung               | Distanzrennen a | Distanzrennen a | Distanzrennen a | Distanzrennen a | Distanzrennen a | Skiathlon Verfolgung | Sprint | Etappen- rennen b | Gesamt | Team c | Team c  |
| Platzierung               | ≤ 5 km          | ≤ 10 km         | ≤ 15 km         | ≤ 30 km         | > 30 km         | Skiathlon Verfolgung | Sprint | Etappen- rennen b | Gesamt | Sprint | Staffel |
| ------------------------- | --------------- | --------------- | --------------- | --------------- | --------------- | -------------------- | ------ | ----------------- | ------ | ------ | ------- |
| 1. Platz                  |                 |                 |                 |                 |                 |                      |        |                   |        |        |         |
| 2. Platz                  |                 |                 |                 |                 |                 |                      |        |                   |        |        |         |
| 3. Platz                  |                 |                 |                 |                 |                 |                      |        |                   |        |        |         |
| Top 10                    |                 |                 |                 |                 |                 |                      | 2      |                   | 2      | 1      | 1       |
| Punkteränge               |                 | 8               |                 | 4               |                 | 1                    | 33     |                   | 46     | 7      | 3       |
| Starts                    | 2               | 23              |                 | 5               |                 | 8                    | 55     | 4                 | 97     | 7      | 3       |
| Stand: Saisonende 2024/25 |                 |                 |                 |                 |                 |                      |        |                   |        |        |         |

### Weltcup-Gesamtplatzierungen
| Saison  | Gesamt | Gesamt | Distanz | Distanz | Sprint | Sprint |
| Saison  | Punkte | Platz  | Punkte  | Platz   | Punkte | Platz  |
| ------- | ------ | ------ | ------- | ------- | ------ | ------ |
| 2015/16 | 10     | 88.    | -       | -       | 10     | 57.    |
| 2016/17 | 4      | 108.   | -       | -       | 4      | 79.    |
| 2017/18 | -      | -      | -       | -       | -      | -      |
| 2018/19 | 13     | 89.    | -       | -       | 13     | 57.    |
| 2019/20 | 67     | 55.    | 2       | 86.     | 65     | 30.    |
| 2020/21 | 27     | 75.    | -       | -       | 27     | 42.    |
| 2021/22 | 110    | 43.    | 11      | 59.     | 99     | 23.    |
| 2022/23 | 242    | 64.    | 99      | 56.     | 143    | 44.    |
| 2023/24 | 298    | 49.    | 77      | 62.     | 221    | 34.    |
| 2024/25 | 319    | 55.    | 77      | 71.     | 242    | 26.    |